# Kinol
Kinol – singel polskiego rapera Sobla, promujący jego album studyjny, zatytułowany Pułapka na motyle. Singel został wydany 27 grudnia 2020 przez Def Jam Recordings Poland. 
Nagranie uzyskało certyfikat czterokrotnie platynowej płyty, przekraczając liczbę 200 tysięcy sprzedanych kopii.

## Geneza utworu i historia wydania
Piosenka została napisana i skomponowana przez Szymona Sobla i Tomasza Janiszewskiego.
Singel ukazał się 27 grudnia 2020 w streamingu i 29 grudnia 2020 jako digital download.

## Teledysk
Do utworu powstał teledysk wyreżyserowany przez Ernesta Lorka i Jana Cisieckiego, który udostępniono 28 grudnia 2020 za pośrednictwem serwisu YouTube.

## Lista utworów
- Digital download, streaming

1. „Kinol” – 3:12

## Certyfikaty i sprzedaż
| Data             | Certyfikat ZPAV    | Sprzedaż |
| ---------------- | ------------------ | -------- |
| 24 marca 2021    | złota płyta        | 10 000+  |
| 12 maja 2021     | platynowa płyta    | 20 000+  |
| 9 czerwca 2021   | 2× platynowa płyta | 40 000+  |
| 11 sierpnia 2021 | 3× platynowa płyta | 150 000+ |
| 24 stycznia 2024 | 4× platynowa płyta | 200 000+ |